# Zerach Warhaftig
Zerach Warhaftig (hebr.: זרח ורהפטיג, ur. 2 lutego 1906 w Wołkowysku, zm. 26 września 2002) – izraelski polityk, w latach 1953–1954, 1956–1958 wiceminister spraw religijnych, w latach 1961–1974 minister spraw religijnych, poseł do Knesetu w latach 1949–1969 z list Zjednoczonego Frontu Religijnego, Ha-Poel ha-Mizrachi i Narodowej Partii Religijnej, w latach 1974–1981 z listy Narodowej Partii Religijnej. Sygnatariusz Deklaracji niepodległości Izraela.
Ukończył prawo na Uniwersytecie Warszawskim. W 1947 wyemigrował do Palestyny. Uzyskał doktorat z prawa na Uniwersytecie Hebrajskim.
Był jednym z sygnatariuszy ogłoszonej 14 maja 1948 Deklaracji niepodległości Izraela.
W wyborach parlamentarnych w 1949 po raz pierwszy dostał się do izraelskiego parlamentu. Wkrótce po wyborach w 1969 – 15 grudnia złożył mandat poselski, który objął po nim Awraham Melammed. Warhaftig powrócił do Knesetu już w kolejnych wyborach. Zasiadał w Knesetach I, II, III, IV, V, VI, VII, VIII i IX kadencji.
Został pochowany na cmentarzu na osiedlu Sanhedria w Jerozolimie.